# Reteporella quadripora
Reteporella quadripora är en mossdjursart som beskrevs av Ratna Guha och Gopikrishna 2007. Reteporella quadripora ingår i släktet Reteporella och familjen Phidoloporidae. Inga underarter finns listade i Catalogue of Life.